# سابازیوس

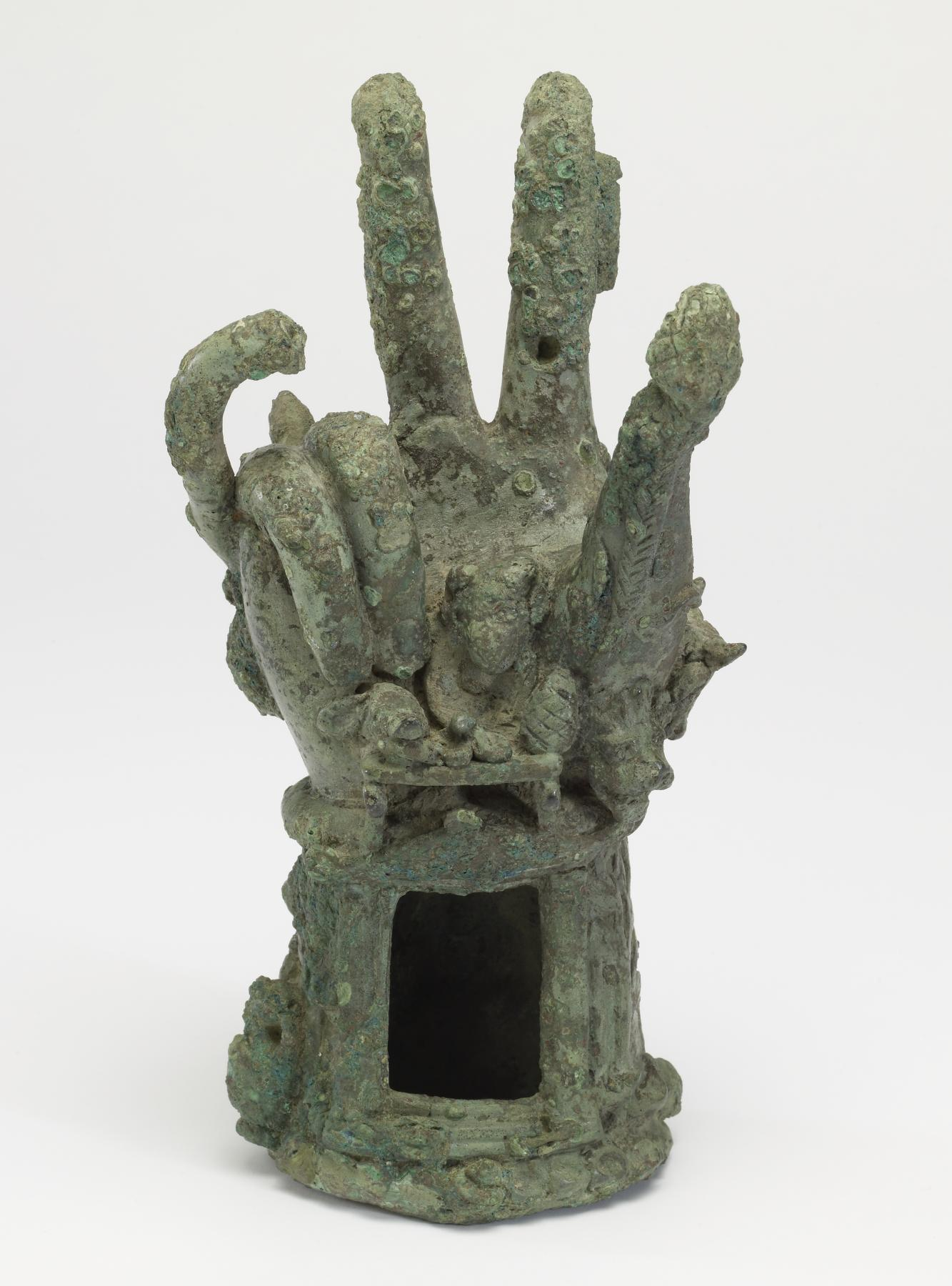
دست مسی سابازیوس در آیین پرستش مورد استفاده قرار می‌گرفت.

سابازیوس (به یونانی: Σαβάζιος) ابتدا به عنوان پدر آسمان و ایزد گیاهان برای تراکیان و فریگی‌ها به‌شمار می‌رفت، و در شمال بالکان و قسمت مرکزی آناتولی واقع در آسیای صغیر پرستش می‌شد. آیین و فرقهٔ او از تراکیه در شمال شرق یونان تا آتیک و آتن در قرن پنجم پیش از میلاد گسترش پیدا کرد. در این زمان بود که سابازیوس شخصیت خاص و نقشی اساسی در رابطه با فرقه آتیک‌ها و ایزدان مورد علاقه محلی‌ها پیدا کرد. در آتن، سابازیوس به عنوان ایزد جو برشمرده شد و ابتدا او را با تیتان کرونوس مرتبط ساخته بودند. با گذشت زمان، او به عنوان ایزد آبجو شناخته شد و او را بسیار نزدیک به ایزد شراب یونانیان دیونیسوس (دیونیسوس سابازیوس) تصور می‌کردند. چنانچه در زمان روم باستان نیز او را همیشه سوار بر اسب، به عنوان یک ایزد سوارکار عشایری، که چوب نمادین قدرت خود را می‌گرداند، نشان داده می‌شد.
بر اساس برخی از افسانه‌ها، پس از اینکه دیونیسوس به فریجیا آمد، مادر بزرگ ایزدان (در آسیای صغیر با نام کوبله، و در میان یونانیان گایا، رئا یا دمتر شناخته می‌شود) او را وارد اسرار خود کرده و به او نام سابازیوس را دادند. به همین دلیل در قرن پنجم پیش از میلاد، سابازیوس در آتن و واقع در معبدی یکسان با ایزدبانوی رئا پرستش می‌شد. بخشی از آیین او شامل سالگرد مرگ خدایان در مزارع غلات، همراه با شرکت‌کنندگانی که برای آن‌ها مراسم سوگواری برگزار می‌کنند، بود.

## فرقه
سابازیوس که خدای سوارکاران تراکیا بود اغلب به عنوان یک سوارکار تصویر می‌شد. اما متمایزترین تصویر مورد استفاده در پرستش خدا «یک دست» بود. این دست‌های فلزی پس از پذیرش خدا توسط رومیان در سراسر اروپا پیدا شده‌است. دست‌ها سه انگشت را نشان می‌دهند که به نشانه برکت دراز شده‌اند، در حالی که یک مار خود را دور آن‌ها می‌پیچد. یک مخروط کاج روی انگشت شست تعادل برقرار می‌کند در حالی که یک صاعقه روی انگشت اشاره و انگشت میانی شناور است. مجسمه‌های کوچک شلوغ می‌توانند بسیاری از تصاویر عجیب و غریب دیگر از لاک‌پشت‌ها گرفته تا ترازو و شاخه‌ها را روی خود داشته باشند. اهمیت این نقوش به‌طور کامل درک نشده‌است. اطلاعات کمی در مورد سابازیوس خدا یا نحوه پرستش پیروانش وجود دارد، اما به نظر می‌رسد که دست‌های فلزی ساخته شده به افتخار او ساخته شده‌است.